# Неманья Тубич
Неманья Тубич (серб. Немања Тубић; нар. 8 квітня 1984, Белград) — сербський футболіст, захисник.

## Біографія
Вихованець сербського клубу «Партизан» (Белград). Пізніше виступав за інший сербський клуб «Чукарички». У 2008 році перебував в оренді в бельгійському «Генку», за який провів 6 матчів і повернувся назад у «Чукарички». 
Взимку 2009 року перейшов у «Карпати» (Львів), де одержав 55 номер. Офіційний дебют в Прем'єр-Лізі і у складі «Карпат» відбувся 1 березня 2009 у матчі проти «Чорноморця» (3:0).
У початку 2011 року підписав контракт терміном на 3,5 роки з новачком російської Прем'єр-ліги «Краснодаром».
У серпні 2014 перейшов до білоруського клубу БАТЕ (Борисов).
З 2015 по 2017 по одному сезону відіграв за саудівську команду «Аль-Шола», норвезький «Гаугесун» та сербський «Напредак» (Крушевац).
Завершив свою кар'єру гравця в російському клубі СКА (Хабаровськ).

## Титули та досягнення
БАТЕ (Борисов)
- Чемпіон Білорусі: 2014